# Skarb zakrzowski

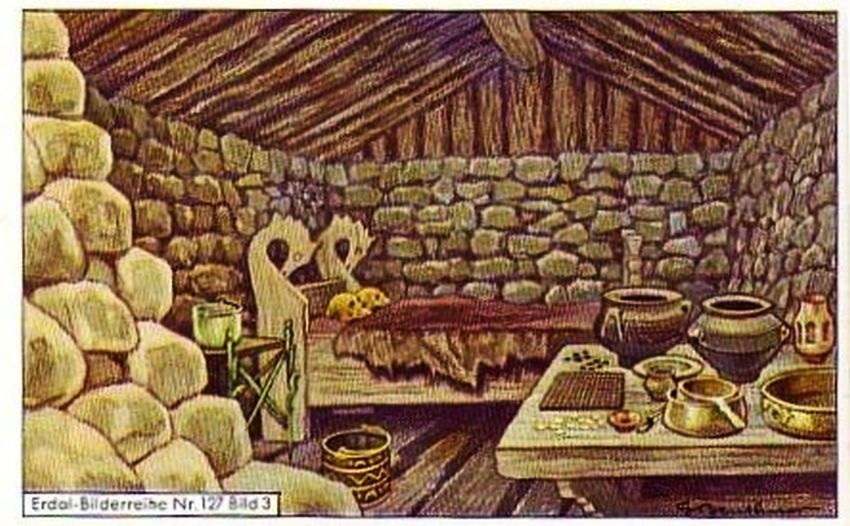
Hipotetyczne wnętrze "grobu zakrzowskiego"

Skarb zakrzowski – trzy grobowce nazwane książęcymi lub okazałami z przełomu III/IV w. n.e. znalezione w latach 1886 i 1887 w dobrach Kornów w Zakrzowie, późniejszym osiedlu Wrocławia.

## Historia znaleziska
Pierwszy grób odkryli 1 kwietnia 1886 r. w zakrzowskiej piaskowni zatrudnieni tam robotnicy. Grób całkowicie zniszczyli, część wyposażenia ukradli, resztę po zawiadomieniu o znalezieniu przejął właściciel piaskowni Heinrich Korn, który przekazał je badaczom z wrocławskiego Muzeum Starożytności Śląskich. Drugi grób odkryto 23 czerwca 1887, a trzeci 26 czerwca 1887 r. w tej samej piaskowni. Tym razem oba grobowce wraz z wyposażeniem zabezpieczono. Badania terenowe prowadził kustosz ww. muzeum Hermann Luchs i prezes Towarzystwa Starożytności Śląskich Wilhelm Grempler. Obaj zaczęli też opracowywać znalezione przedmioty, przy czym większość prac kameralnych, a także prac nad wykonaniem kopii wyposażenia (w tym złote i srebrne przedmioty wykonano z tego samego kruszcu) wykonał Grempler, gdyż Luchs zmarł. 
W grobowcach znaleziono m.in. biżuterię ze złota i srebra, monety rzymskie (pozwoliły one określić wiek pochówków na przełom III/IV w. n.e.), naczynia, m.in. ze szkła typu "millefiori", brązową podstawę i misę przenośnego ołtarza, łyżki, kamienie do gry, okute metalem wiadro. Szkieletów ludzkich, poza zębami, nie znaleziono. Sądzi się, że w każdym grobie pochowano jedną osobę: mężczyznę (w grobie odkrytym w 1886), kobietę i chłopca. Należały one do zamieszkujących wówczas te tereny plemion germańskich. 
Wyposażenie grobów znajdowało się w Muzeum Starożytności Śląskich, a później w Muzeum Rzemiosła Artystycznego we Wrocławiu. Zarówno oryginały, jak i ich repliki były wystawiane na licznych wystawach w różnych miastach Niemiec. Znaczna część skarbu zakrzowskiego zaginęła w trakcie wojny. Pozostała część znajduje się we wrocławskim Muzeum Archeologicznym oraz w warszawskim Muzeum Narodowym. Przetrwały także kopie wykonane przez Gremplera oraz cała dokumentacja zabytków sporządzona przez archeologów niemieckich. 

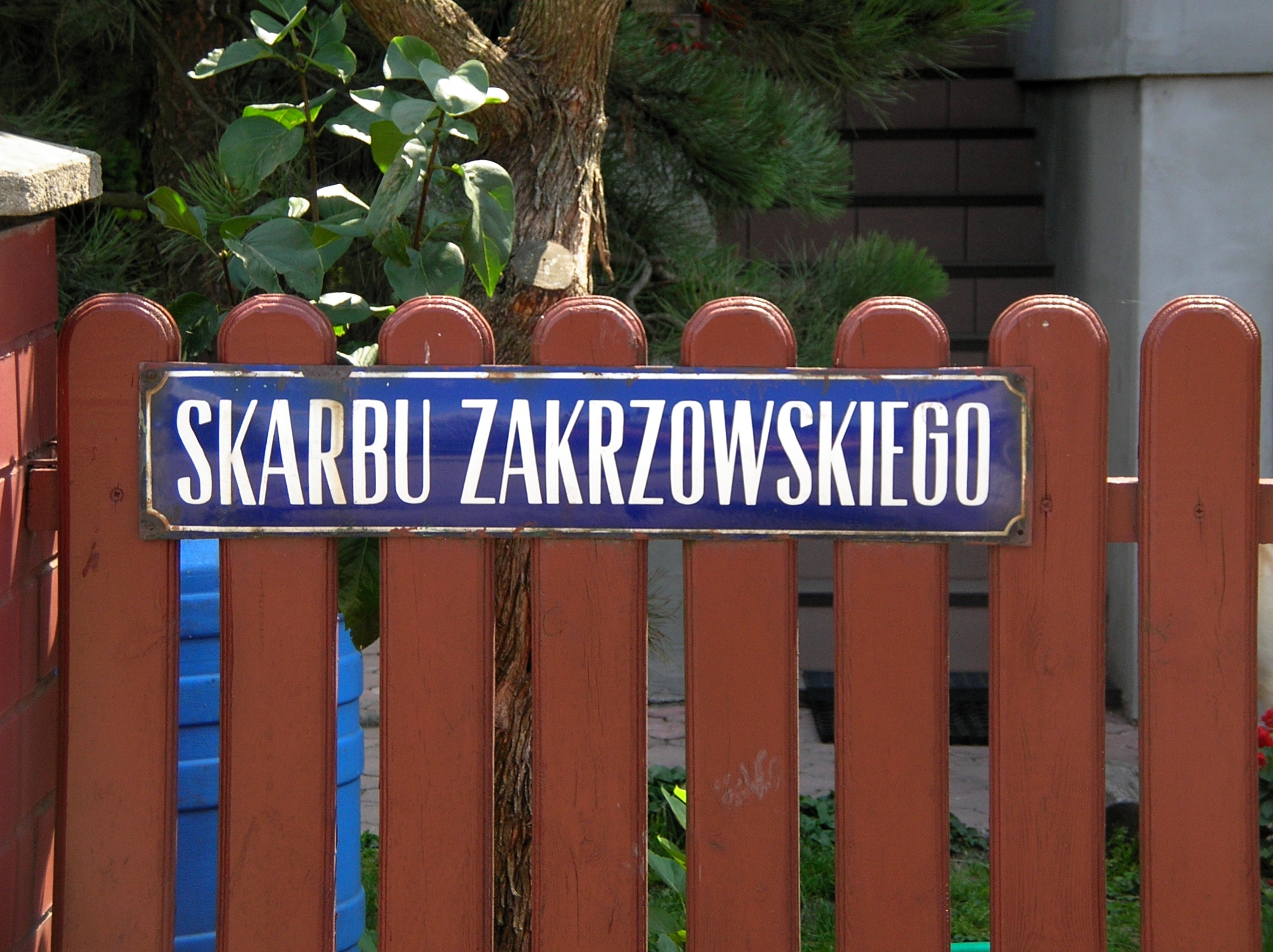
Ulica Skarbu Zakrzowskiego we Wrocławiu

Skarb zakrzowski upamiętniono w nazwie ulicy na Zakrzowie: ulica Skarbu Zakrzowskiego.

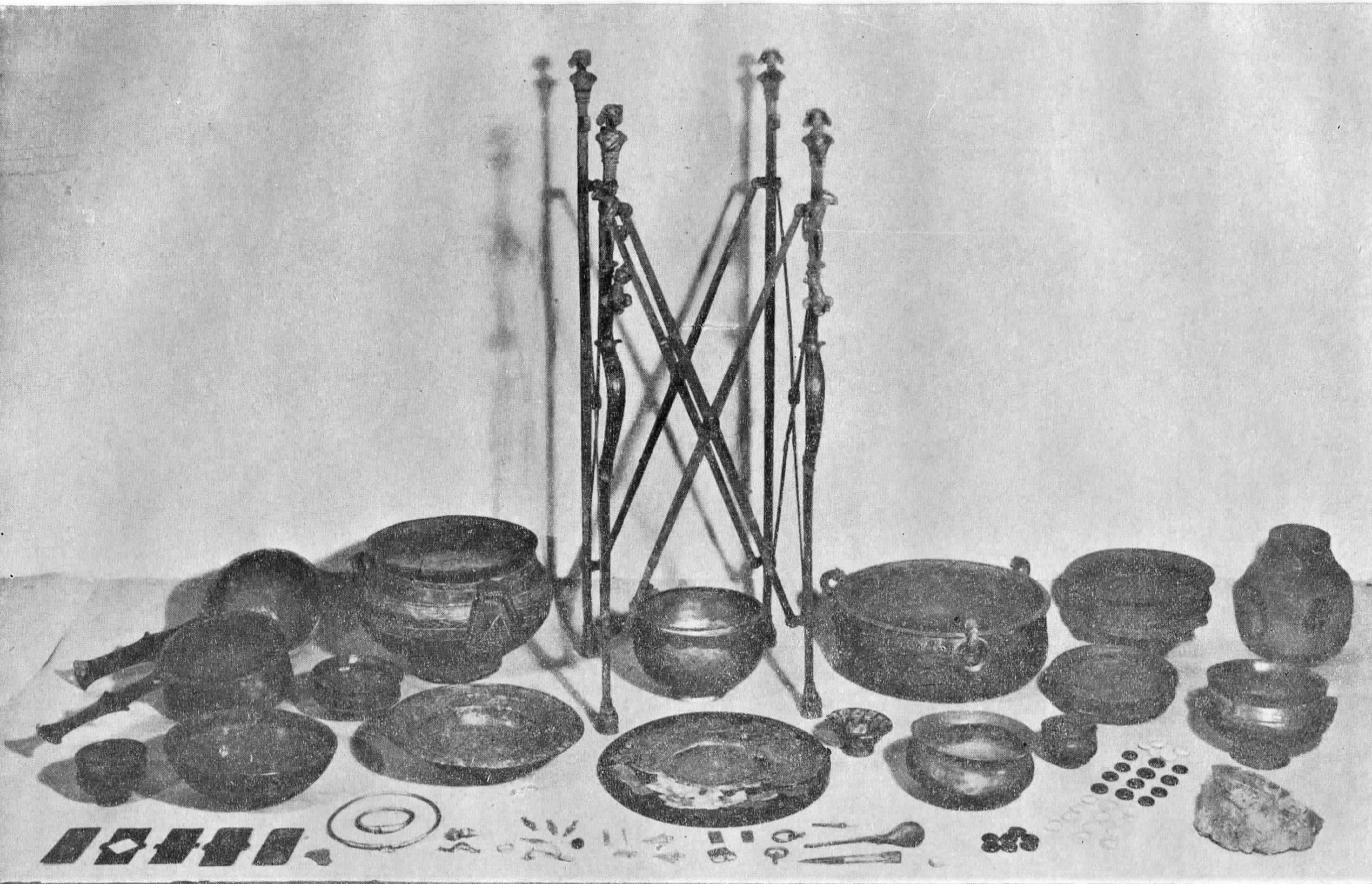
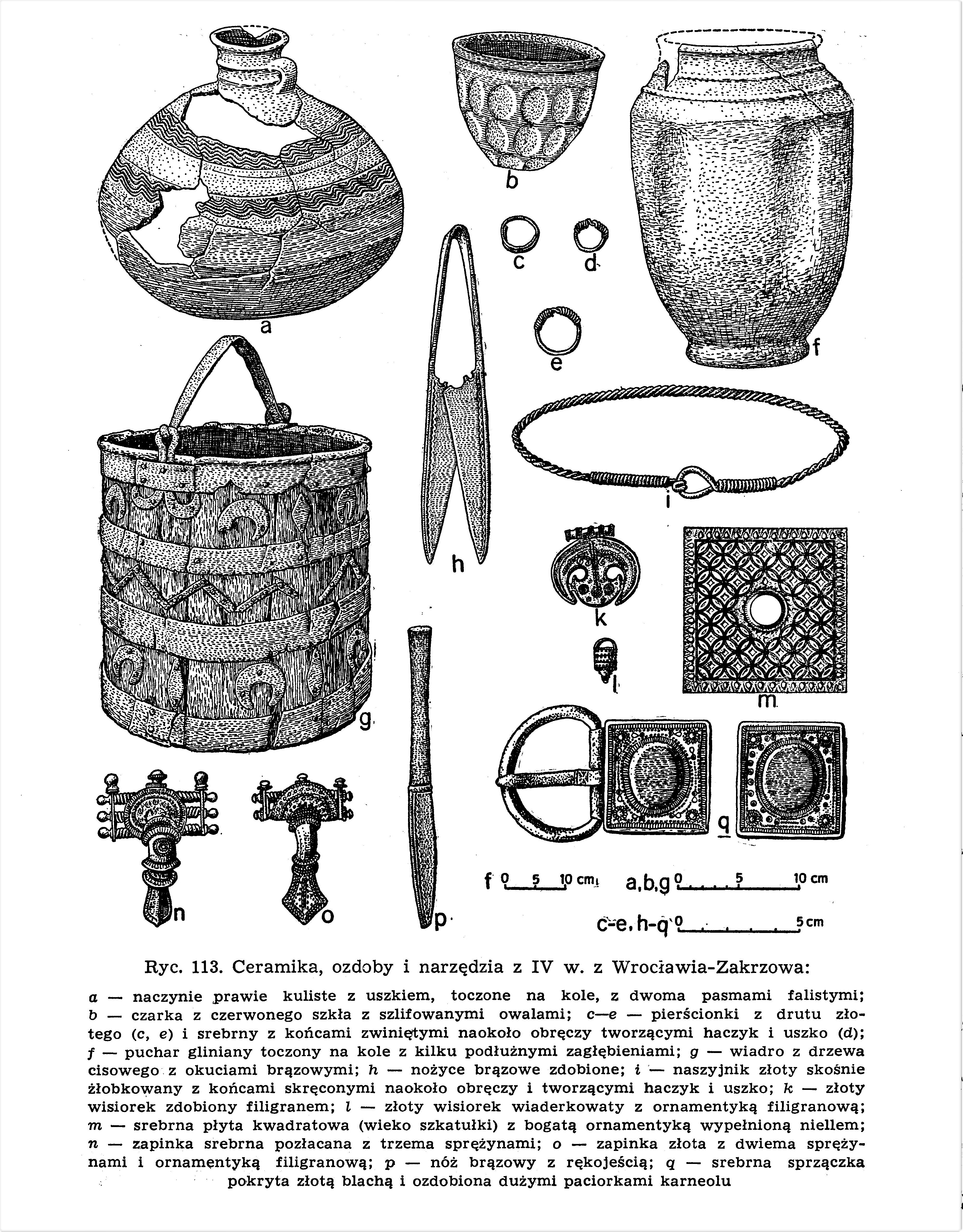
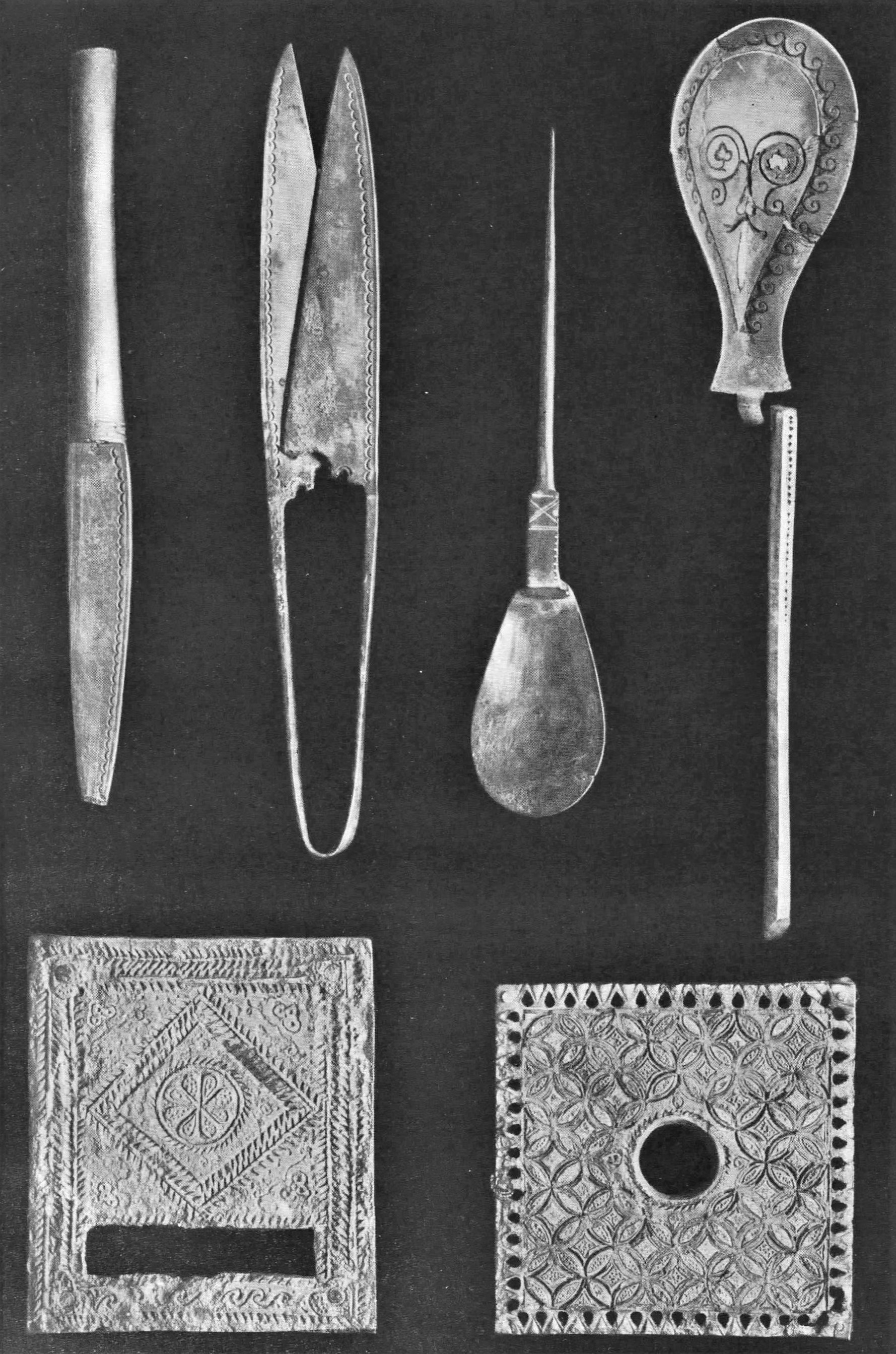
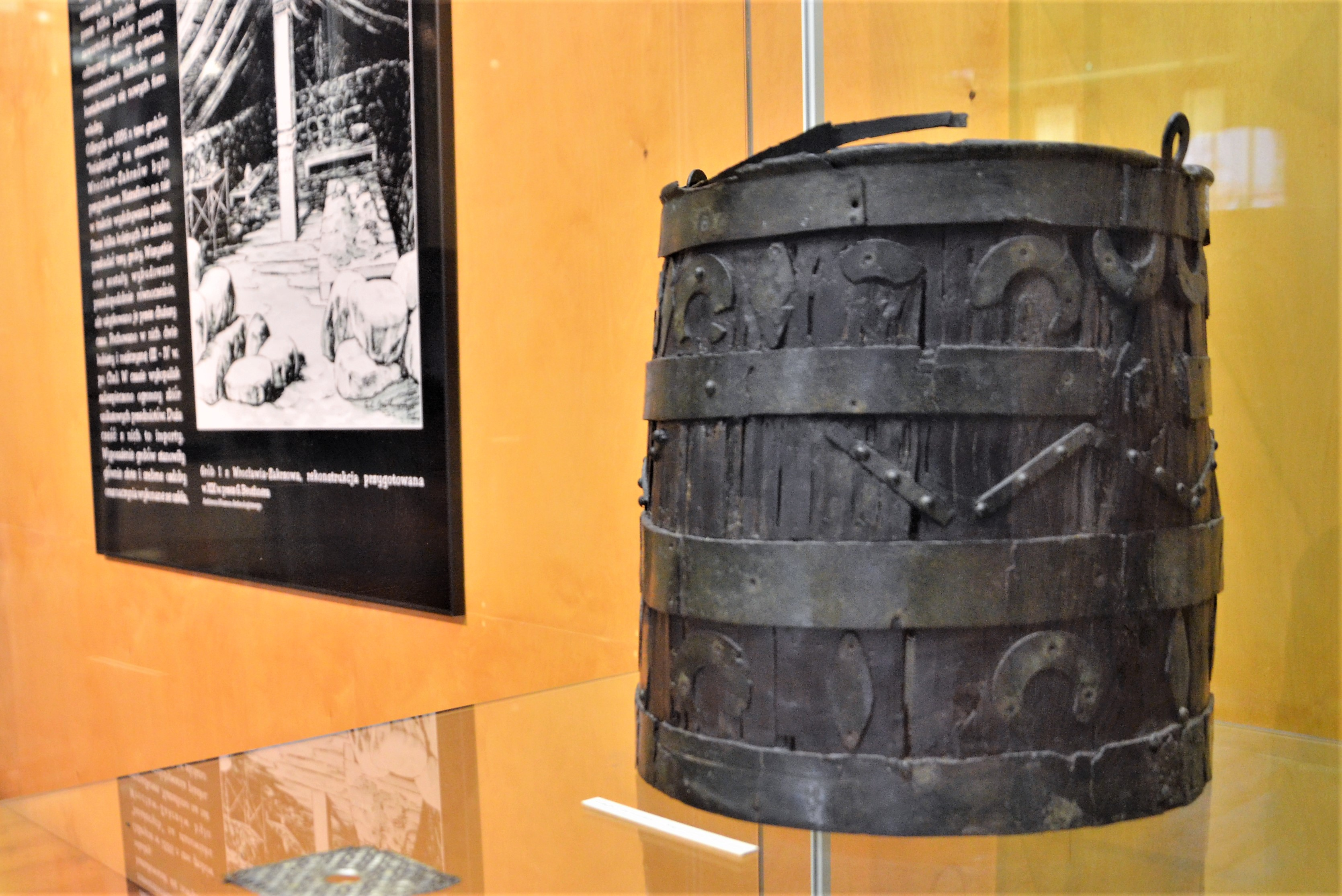
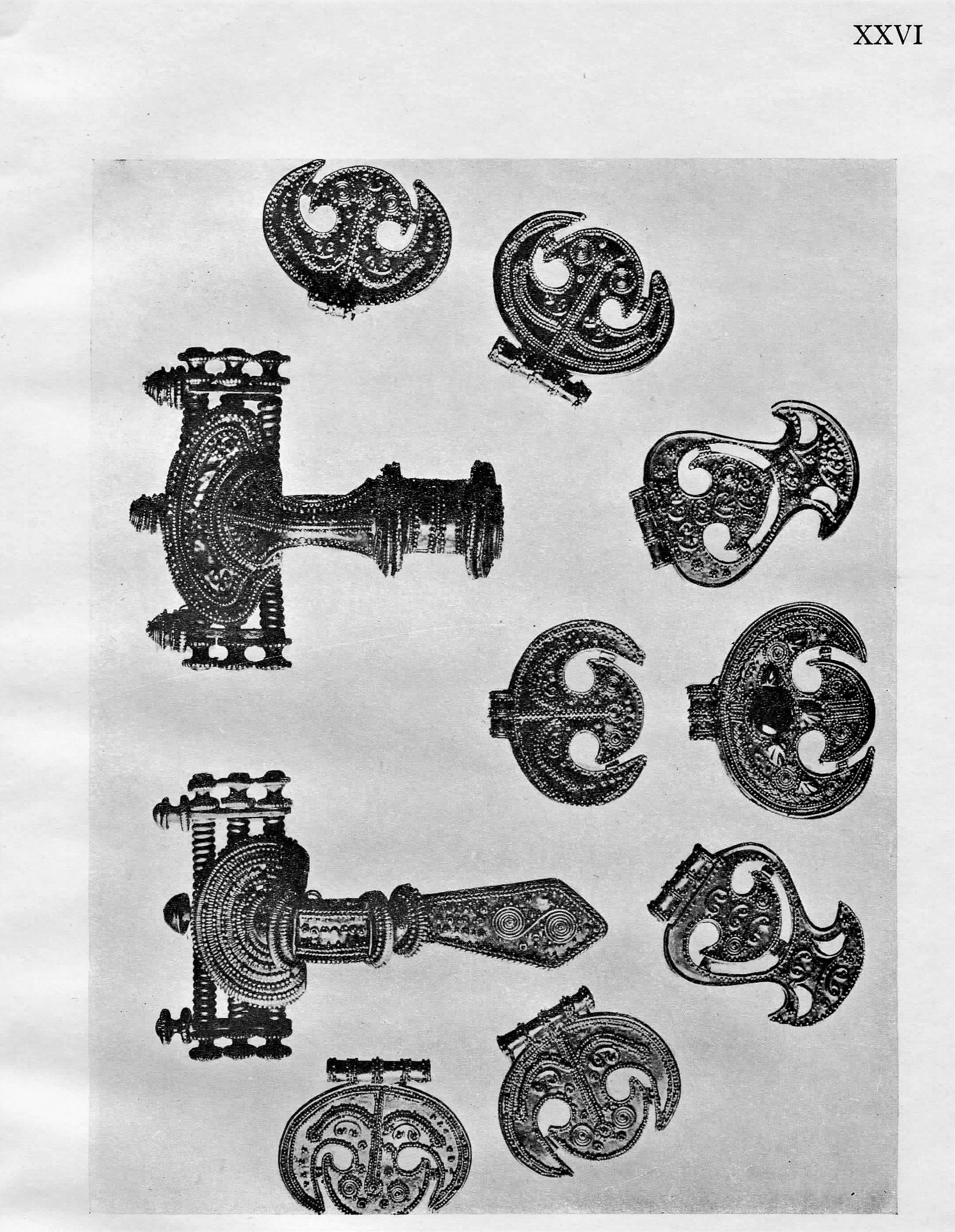
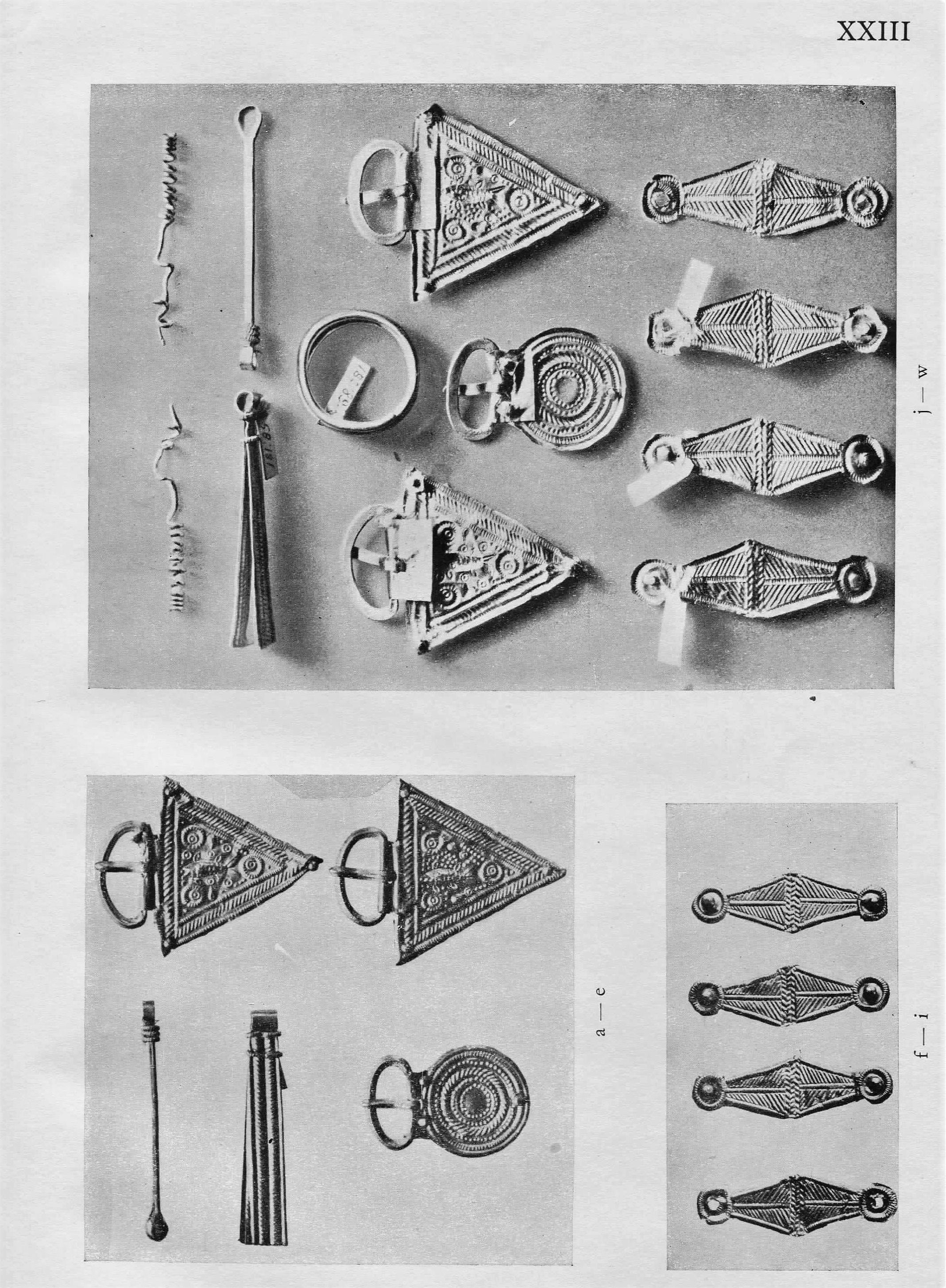
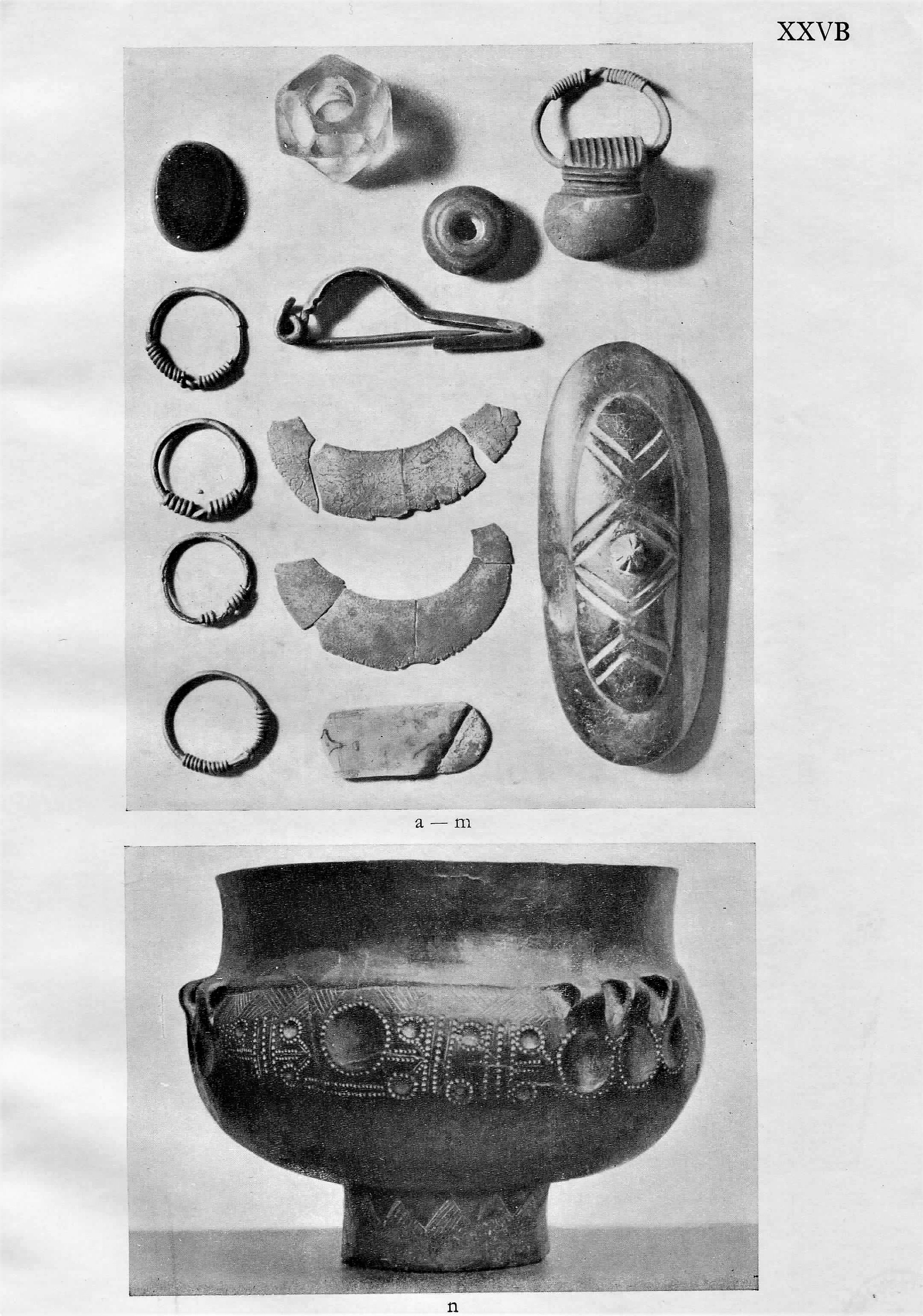